# 量子场论
在理論物理學裡，量子場論（英語：Quantum field theory）是結合了量子力學、狹義相對論和經典場論的一套自洽的概念和工具。:xi在粒子物理學和凝聚態物理學中，量子場論可以分別為亞原子粒子和準粒子建立量子力學模型。量子場論將粒子視為更基礎的場上的激發態，即所謂的量子，而粒子之間的交互作用則是以相應的場之間的交互項來描述。每個交互作用都可以用費曼圖來表示，這些圖不但是一種直觀視化的方法，而且還是相對論性協變微擾理論中用於計算粒子交互過程的一個重要的數學工具。

## 歷史
量子場論的發展並非一蹴而就，而是在整個二十世紀期間，經多代理論物理學家的逐步推進，一波三折，才成為今天完整的理論框架。最早的量子場論是描述光和電子之間相互作用的量子電動力學，在1920年代逐步建成。之後，由於在計算中有各種無限大的出現，量子場論進入了第一個低谷；1950年左右，重整化程序的發明使它走出低谷。由於無法用來解釋弱相互作用和強相互作用，量子場論又進入了第二個低谷，落入近乎被捨棄的境況。1970年代規範場論的完善和基本粒子標準模型的建成，使它再次復興。

### 理論背景

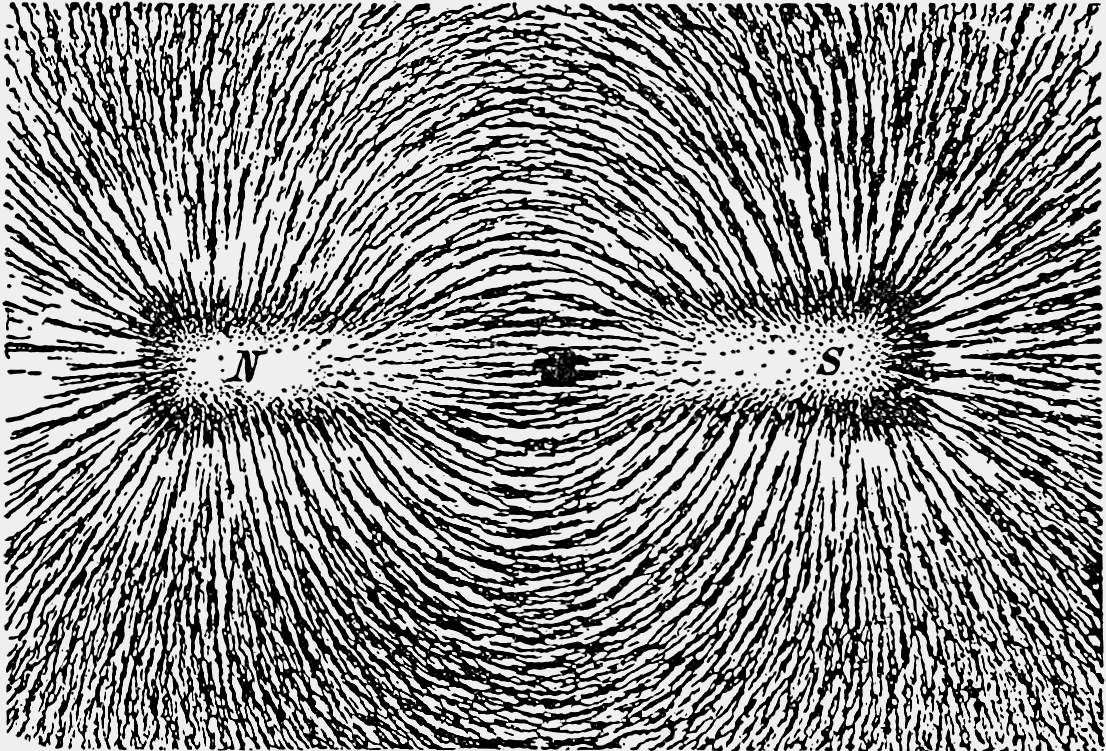
透過鐵粉可以顯示出磁場的磁力線。將條狀磁鐵放在白紙下面，鋪灑一堆鐵粉在白紙上面，這些鐵粉會依著磁力線的方向排列，形成一條條的曲線，在曲線的每一點顯示出磁力線的方向。

今天的量子場論是量子力學、狹義相對論與經典場論共同結合的成果，所以它的歷史起源，必須從這幾條線索說起。:xi
最早成功建立的經典場論是基於牛頓萬有引力定律。然而，在巨著《自然哲學的數學原理》裡，艾薩克·牛頓並沒有提到任何關於場的論述，他的萬有引力定律所描述的引力是一種超距作用，具有瞬時性質，不管距離有多遠。可是，在一封寫給劍橋大學三一學院院長理查·本特利的信裡，牛頓表示，他不認為物質會作用或影響於別的不與其接觸的物質，如果没有通過任何其它非物質的媒介。:4後來，到了18世紀，數學物理學者發現，萬有引力的影響可以很方便地用一個「數學場」來描述，即在空間的每一個位置給定一個數量來展示作用於那位置的引力。但是，他們並沒有賦予這數學場任何實在的物理意義。:18
19世紀電磁理論的發展真正地開啟了場的概念。麥可·法拉第於1845年11月7日最早使用「場」（英語：field）一詞。他主張，形成場的磁力線是空間的物理狀況，而這空間可以是虛無一物的空間。倚賴滿布於空間的磁力線，作用力可以從一個物體經過一段時間傳遞到另一個物體；這不是一種瞬時現象，不會出現超距作用。直到今日，這仍舊是對於場的標準描述，即場是空間的物理狀況。:301:2
1862年，詹姆斯·麦克斯韦以完整的麥克斯韋方程組建成電磁學理論。通過麥克斯韋方程組，電場、磁場、電荷與電流這四種物理量彼此之間的關係被確定。從麥克斯韋方程組，可以推論出電磁波的存在，即電磁波是電場與磁場從空間的某一點傳播至另一點的現象，並且給出電磁波以有限速度傳播於空間，即光速。這些結果嚴格地反駁了超距作用的物理確據。:19經典電磁理論的功能很强大，它能夠描述電荷與電流怎樣產生電場與磁場，怎樣感受到電場與磁場的作用，但是，它無法被應用於原子輻射，因為人們不清楚在原子裡電荷與電流的物理性質。它無法解釋原子譜線的離散性質，它也不能正確地计算出黑體所發射出的電磁輻射能量按照不同波長的分布。這些問題的解答都必須等待量子力學的來臨。
量子力學之始，可追溯至1900年馬克斯·普朗克對黑體輻射的研究。普朗克将在物体裡發射與吸收輻射的原子視為微小的量子谐振子，並且假设这些量子谐振子的能量不是连续的，而是离散的數值，並且單獨量子谐振子吸收和發射的辐射能是量子化的。:第2章1905年，阿爾伯特·愛因斯坦對光電效應給出解釋，光是由一個個分開的能量團所組成，這些能量團被稱為光子，是光的量子。這意味著電磁輻射是以粒子的形式存在。
1913年，尼爾斯·玻爾提出描述原子結構的波爾模型，其中電子在原子中所具有的能量並不是一個連續的值，而是限制在一系列離散的特殊能量值上。這是量子化現象的又一例。波爾模型可以被用來解釋原子譜線的離散性質。1924年，路易·德布羅意提出波粒二象性假說，即微觀粒子在不同情況下會分別呈現波和粒子的性質。早期的量子理論是由很多類似上述的粗略運算與直覺猜測共同構成，它的成功是建立於它能夠解釋一些先前無法解釋的實驗結果。1925至1926年間，由於德布羅意、維爾納·海森堡、馬克斯·玻恩、埃爾溫·薛定諤、保羅·狄拉克、華夫岡·鮑利等人的寶貴貢獻，量子理論被發展成為一套自洽的學術理論，稱為「量子力學」，其能為早期的提供量子理論給出更為精緻的論述。:22-23
就在發表光電效應論文的同年，愛因斯坦又在麥克斯韋電磁學的基礎上建成狹義相對論，摒棄了時間和空間之間劃清界限的觀點，並提出所有物理定律必須在勞侖茲變換下相同。:19狹義相對論意味著以太是多餘的裝饰，電磁波的傳播不需要以太為媒介，電磁波只需要空間的存在就可以進行傳播的動作。愛因斯坦認同法拉第對於場的看法，即場是空間的物理狀況:6
這時的難題至少有兩處。在觀測驗證方面，量子力學的薛定諤方程可以解釋受激發射，即原子中的電子在外在電磁場作用下釋放一個新光子，但無法解釋自發發射，即電子在完全沒有外在電磁場作用之下，仍然自發性地降低能級並釋放光子。在理論方面，薛定諤方程無法描述光子；而且，量子力學並不符合相對論，因為它把時間視為一個普通數值，卻把粒子在空間上的位置提升為一個線性算符。

### 量子電動力學
1920年代，電磁場是唯一已知的場。因此，很自然的，量子場論開啟於對於電磁相互作用的量子化研究。:1
1925至1926年，馬克斯·玻恩、海森堡和帕斯庫爾·約當利用正則量子化程序，將電磁場視為一組量子諧振子，建立了自由電磁場（即不與物質相互作用）的量子理論。:1由於此理論不含任何相互作用，因此無法做出有用的量化預測。:22
在1927年論文《描述輻射的發射和吸收的量子理論》中，狄拉克首先給出「量子電動力學」一詞（英語：Quantum electrodynamics，簡稱QED）。他將在真空中的輻射場也描述為一組量子諧振子，又創意地給出輻射場與在原子中的帶電粒子的耦合項，然後一併將輻射場、帶電粒子與耦合項共同納入考量，應用第一階微擾理論來處理這耦合項，狄拉克成功地對自發發射現象給出解釋。按照量子力學的不確定性原理，量子諧振子不能完全停止不動，而是必須不斷的振動，即使是處於最低能量態，否則量子諧振子的動能會變得無窮大，因此，在真空中，處於真空態的電磁場仍舊會進行零點能量的振動，這也是最低能量態。自發發射現象其實就是電磁場在真空中的量子漲落對電子所引起的受激發射。狄拉克的理論極具功能，可以對於所有原子的發射與吸收電磁輻射給出合理解釋，應用第二階微擾理論，狄拉克的理論還可以解釋光子散射、共振熒光、非相對論性康普頓散射等現象。然而，更高階的微擾理論計算卻遇到了無限大值的難題。:71
1928年，狄拉克給出描述相對論性電子的波動方程──狄拉克方程，成功解釋光子和相對論性電子之間的相互作用。這方程立刻給出四個成果，第一是計算出電子的自旋為1/2、第二是計算出電子的g因子為2、第三是推導出描述氫原子光學譜精確結構的索莫菲公式、第四是推導出克萊因-仁科公式，其能夠描述相對論性康普頓散射與穆勒散射等等結果。雖然碩果累累，但這一理論卻有著諸多問題。例如，它似乎需要負能量態的存在，意味著所有原子都不具穩定性，它們可以通過輻射從普通態躍遷至負能量態。:71-72
當時的普遍觀點，仍然是把構成宇宙的物質粒子（如電子）和量子場（如光子）看作是截然不同的概念。物質粒子具有永久性，物質粒子的量子態可以給出物質粒子處於空間某個位置的機率。光子不具有永久性，是電磁場經量子化後的激發態，光子可以被衍生或湮滅。直到1928至1930年，約當、尤金·維格納、海森堡、鮑利和費米發現物質粒子也同樣可以視為量子場上的激發態，就如光子是電磁場的激發態，且每一種粒子都有其對應的量子場：電子有電子場，質子有質子場等等。:22-23
在此基礎上，恩里科·費米在1932年提出解釋β衰變的費米相互作用：原子核本身雖不含電子，但在衰變的過程中，會在其周邊的電子場中激發出一個電子，就像光子可以在電磁場中被激發出來一樣。:23
1929年，狄拉克等人發現，要解決狄拉克方程解中有負能量態的問題，必須假設某種電荷和電子相反但質量相同的粒子──正电子。這不但在理論上確保了原子的穩定性，而且首次提出了反物質的存在。1932年，卡爾·戴維·安德森在宇宙射線中發現了正电子存在的證據。只要有足夠能量（例如吸收光子），就可以產生一對電子和正电子；電子和正电子還可以互相湮滅，產生光子。這點證明，粒子數目在相互作用中沒有必要是固定的。正电子在最初並不被視為一種新粒子，而是在無限電子海中的空穴，因此這一理論也稱為「狄拉克空穴理論」。:72:23量子場論很自然地描述了這一現象。:24

### 無限大與重整化
羅伯特·歐本海默在1930年證明量子電動力學的高階微擾計算必定會得出無限大值，如電子自能以及電子和光子的真空零點能量，意味著當時的理論方法無法正確處理極高動量光子的相互作用。:25從意識到無限大值的理論難題，至發展出系統性的解決方法，花了整整二十年的時間。
1934至1938年間，厄恩斯特·斯蒂克爾堡發表了幾篇重要的論文，建立了相對論性不變的量子場論表述。1947年，他還獨立發展出一套完整的重整化程序。不幸的是，其他理論學家並沒有明白斯蒂克爾堡的概念。
約翰·阿奇博爾德·惠勒和海森堡分別在1937年和1943年提出，以所謂的S矩陣理論取代困難重重的量子場論。前者的大意是，既然現實中無法觀察到微觀相互作用的具體細節，那麼理論就應該只描述相互作用中少數可觀察量（如原子的能量等）之間的關係，而不在乎微觀細節。1945年，理查德·費曼和惠勒甚至提出完全拋棄量子場論，以粒子間的超距作用作為相互作用的原理。:26
1947年，威利斯·蘭姆和羅伯特·雷瑟福測量出氫原子2S1/2和2P1/2能級之間的細微差異，即蘭姆位移。漢斯·貝特利用量子場論，通過忽視所有能量高於電子質量的光子的作用，成功估算出這一能級差異的數值。:28之後，諾曼·邁爾斯·克羅爾、蘭姆、詹姆斯·布魯斯·弗倫奇（James Bruce French）和維克托·魏斯科普夫利用一種無限大和無限大相互抵消的方法，再次證實了蘭姆位移的值。不過，這種方法並不可靠，也不可推廣至其他計算。
在1950年前後，朱利安·施溫格、費曼、弗里曼·戴森和朝永振一郎終於建立起去除無限大值的更可靠方法。大意是，理論中的最初參數（所謂的「裸值」：質量、電荷等）並沒有實際物理意義；在計算中，須做重新定義，用測量所得的有限數值取代這些裸值。為了抵消表面上無限大的參數，須要加入無限大的「抵消項」。這種系統性的計算程序稱為重整化，可以應用於微擾理論的任何一階。
重整化程序能夠解釋電子異常磁矩、電子g因子和真空極化，計算結果和高精度實驗之間的吻合程度在當時是空前的。重整化成功攻破了量子電動力學中無限大的難題。
與此同時，費曼發明了費曼圖和路徑積分表述。:2費曼圖可以用於很直觀地整理和計算微擾級數的各個項：每個圖可以視為相互作用過程中粒子路徑的示意圖，其中每個節點和每條線都有相對應的數學表達式，結合後可得出圖所表達的相互作用的振幅。:5
在重整化程序和費曼圖方法出現之後，量子場論終於成為了一個完整的、成熟的理論框架。:2

### 第二次低潮
1950年代初，在量子電動力學成功的基礎上，許多理論學家都相信量子場論最終可以描述和解釋所有微觀物理現象，並不僅限於電子、正子和光子間的相互作用。然而，這時量子場論進入了又一個低谷，足足持續近二十年。:30
難題之一，是重整化程序無法放諸四海通用。量子電動力學微擾計算中的所有無限大值，都可以通過重新定義少數幾個物理量（電子的質量和電荷）來去除。戴森在1949年證明，具有這樣良好屬性的理論（即所謂的可重整化理論）只佔少數，大多數理論反而是不可重整化的。其中一例，就是描述弱相互作用的費米相互作用。此理論在量子場論框架下，任何高於第一階的微擾計算都會產生無限大值，而且僅僅重新定義物理量是無法移除這些無限大值的。:30
第二個難題在於費曼圖方法的適用範圍。由於費曼圖建立在微擾理論級數展開的基礎上，所以理論中描述相互作用強度的耦合常數必須是一個很小的數值。費曼圖之所以適用於量子電動力學，是因為其耦合常數為精細結構常數α ≈ 1/137。這使得在實際計算中，只須要考慮最簡單的（低階）費曼圖。不過，強相互作用，顧名思義，有著較大的耦合常數（約等於1），因此極為複雜的（高階）費曼圖與最簡單的費曼圖重要性相近，計算中不能夠再忽略複雜的圖。:31
在這些理論難題的困擾下，不少理論學家開始對量子場論失去信心。有的以對稱性原則和守恆定律為理論重點，有的則重拾惠勒和海森堡的S矩陣理論。雖然量子場論概念在這些探索方向中起到了啟發性的作用，但它並沒有被用到確切的計算當中。:31

### 標準模型
1954年，楊振寧和羅伯特·米爾斯對量子電動力學的局域對稱性進行推廣，從純粹理論的角度建立了基於更複雜的對稱性的理論──非阿貝爾規範場論（又稱楊-米爾斯理論）。:5在量子電動力學中，帶電荷粒子之間的相互作用是由光子傳遞的；同樣，在非阿貝爾規範場論中，帶某種新的「荷」的粒子之間的相互作用則是由無質量的規範玻色子傳遞的。與光子不同的是，這些規範玻色子自身也帶荷。:32
謝爾登·格拉肖在1960年利用規範場論，建立了一個統合電磁相互作用和弱相互作用的理論；阿卜杜勒·薩拉姆和約翰·克萊夫·沃德則在1964年從另一條思路達到了同一個理論。不過，該理論是不可重整化的。
彼得·希格斯、羅伯特·布繞特和弗朗索瓦·恩格勒在1964年提出，楊-米爾斯理論中的規範對稱性是可以被破壞的，使得原本無質量的規範玻色子獲得質量，是為自發對稱破缺機制。:5-6
1967年，史蒂文·溫伯格和薩拉姆在先前的理論上加以希格斯玻色子的自發對稱破缺機制，建成描述輕子之間電弱相互作用的理論。起初，人們對此理論置若罔聞。:6直到1971年，傑拉德·特·胡夫特證明非阿貝爾規範場論是可重整化的，才把電弱相互作用理論從深淵中拯救出來。1970年，格拉肖、約翰·李爾普羅斯和盧西恩·梅安尼把溫伯格和薩拉姆的輕子電弱相互作用理論推廣至夸克上，電弱相互作用理論終於變得完善。
1971年，哈拉爾德·弗里奇、默里·蓋爾曼和海因里希·洛伊特維勒發現非阿貝爾規範場論還可以解釋一些強相互作用現象，就這樣建立了量子色動力學。兩年後，大衛·格羅斯、弗朗克·韋爾切克和休·波利策證明非阿貝爾規範場論具有漸進自由的特性，即在重整化後，強相互作用耦合常數在高能量下會變得很小。:11因此，至少在高能量相互作用中，可以對量子色動力學進行微擾級數展開，做實際的量化預測。:32
這些理論成果使量子場論擺脫了前二十年的陰霾並進入了又一次復興。電弱相互作用理論和量子色動力學形成的整體，稱為基本粒子標準模型。標準模型非常成功地解釋了除引力以外的所有基本相互作用，其理論預測也相繼得到實驗的證實:3：電弱相互作用中自發對稱破缺機制所需的希格斯玻色子也在2012年於歐洲核子研究組織發現，這是最後證實存在的標準模型組成粒子。

### 其他發展
1970年代見證了非阿貝爾規範場論非微擾方法的發展：特·胡夫特和亞歷山大·泊里雅科夫發現單極子，霍爾格·貝克·尼爾森和波爾·奧勒森（Poul Olesen）發現流量管，泊里雅科夫等人發現瞬子。這些概念都是無法用微擾理論方法來描述的。:4
超對稱概念也在同一段時期出現。1970年，尤里·阿布拉莫維奇·高爾方和葉夫根尼·利希特曼（Evgeny Likhtman）建成首個具有超對稱性的四維量子場論。但由於鐵幕的隔閡，這項研究並沒有得到廣泛的重視。要到1973年，朱利斯·外斯和布魯諾·朱米諾建立一類四維超對稱量子場論，才把超對稱概念推向理論界。:7
在四個基本相互作用之中，引力是唯一一個無法一致地用量子場論來描述的。理論學家在量子引力方面的各種嘗試，促使了1970年代弦理論的發展。:6（弦理論本身是一種具有共形對稱性的二維量子場論。）若埃爾·舍克和約翰·施瓦茨在1974年首次提出，弦理論有望成為解釋引力的量子理論。

### 凝聚態物理學
量子場論最早源於對基本粒子相互作用的研究，但其中的各種方法還可以推廣至其他的物理系統，在凝聚態物理學等研究多體系統的範疇上應用成果尤其豐盛。
從歷史的角度，南部陽一郎將超導體理論應用於基本粒子，最終發展出希格斯自發對稱破缺機制；重整化群概念也出自對物質第二階相變的研究。
在提出光子概念後不久，愛因斯坦提出對晶體中的振動進行量子化，這最終發展成第一個準粒子概念──聲子。列夫·朗道主張，各種各樣凝聚態系統的低能量激發態都可以用一組準粒子之間的相互作用來描述。理論學家發現，量子場論中的費曼圖方法能夠很自然地描述凝聚態系統的各種現象。
規範場論可以描述超導體的磁通量量子化、量子霍爾效應中的電阻率以及交流電約瑟夫森效應中頻率和電壓之間的關係。

## 原理
為簡化公式，本節採用自然單位制，設約化普朗克常數ħ和光速c為1。

### 經典場與量子場
經典場是在時間和空間上定義的函數。例子包括：牛頓萬有引力中的引力場g(x, t)，以及經典電磁學中的電場E(x, t)和磁場B(x, t)。經典場在空間上的每一個點都有一個隨時間變動的數值，所以它們具有無限自由度。
然而，經典場論無法解釋具有量子力學性質的物理現象。例如，一些物理現象（包括光電效應）必須以一顆顆獨立的粒子──光子──來描述，而非在空間上連續的場。「量子」場論的目的，是既要以場為基礎，又要能夠解釋各種量子力學現象。
量子場論的兩種常用表述分別是正則量子化和路徑積分表述。:61為了展示量子場論的基礎原理，以下先簡述經典場論。
以最簡易的經典場為例，假設在空間上每一個點都有一個可以隨時間變動的實數，記作ϕ(x, t)，其中x是位置矢量，t是時間。這就是實純量場。又假設這個場的拉格朗日量為
{\displaystyle L=\int d^{3}x\,{\mathcal {L}}=\int d^{3}x\,\left[{\frac {1}{2}}{\dot {\phi }}^{2}-{\frac {1}{2}}(\nabla \phi )^{2}-{\frac {1}{2}}m^{2}\phi ^{2}\right],}
其中{\displaystyle {\dot {\phi }}}是場的時間導數，∇是散度算符，m是一個參數（可視為場的「質量」）。在此拉格朗日量上應用適用於場論的歐拉-拉格朗日方程:16
{\displaystyle {\frac {\partial }{\partial t}}\left[{\frac {\partial {\mathcal {L}}}{\partial (\partial \phi /\partial t)}}\right]+\sum _{i=1}^{3}{\frac {\partial }{\partial x^{i}}}\left[{\frac {\partial {\mathcal {L}}}{\partial (\partial \phi /\partial x^{i})}}\right]-{\frac {\partial {\mathcal {L}}}{\partial \phi }}=0,}
可得出場的運動方程，描述其在時間和空間上的變動：
{\displaystyle \left({\frac {\partial ^{2}}{\partial t^{2}}}-\nabla ^{2}+m^{2}\right)\phi =0.}
這就是克萊恩-戈登方程式。:17
克萊恩-戈登方程式是一條波動方程，因此它的解可以表示為簡正模之和（可用傅里葉變換所得）：
{\displaystyle \phi (\mathbf {x} ,t)=\int {\frac {d^{3}p}{(2\pi )^{3}}}{\frac {1}{\sqrt {2\omega _{\mathbf {p} }}}}\left(a_{\mathbf {p} }e^{-i\omega _{\mathbf {p} }t+i\mathbf {p} \cdot \mathbf {x} }+a_{\mathbf {p} }^{*}e^{i\omega _{\mathbf {p} }t-i\mathbf {p} \cdot \mathbf {x} }\right),}
其中a為複數，星號*代表複共軛，ωp則是簡正模的頻率：
{\displaystyle \omega _{\mathbf {p} }={\sqrt {|\mathbf {p} |^{2}+m^{2}}}.}
故此，對應於每個p簡正模都可以視為頻率為ωp的經典諧振子。:21,26

### 正則量子化
以上經典場的量子化過程，和單個經典諧振子推廣為量子諧振子的過程相似。
一個經典諧振子的波動程度（一般想象為做諧波運動的粒子之位置x，但不應與目前的場的位置標籤x所混淆）隨時間之變化為
{\displaystyle x(t)={\frac {1}{\sqrt {2\omega }}}ae^{-i\omega t}+{\frac {1}{\sqrt {2\omega }}}a^{*}e^{i\omega t},}
其中a是複數，ω是諧振子的頻率。
要提升為量子諧振子，經典諧振子的x(t)從普通數字提升為線性算符{\displaystyle {\hat {x}}(t)}。同時，a和a*也提升為算符，分別變成消滅算符{\displaystyle {\hat {a}}}和創生算符{\displaystyle {\hat {a}}^{\dagger }}，其中†表示埃爾米特伴隨：
{\displaystyle {\hat {x}}(t)={\frac {1}{\sqrt {2\omega }}}{\hat {a}}e^{-i\omega t}+{\frac {1}{\sqrt {2\omega }}}{\hat {a}}^{\dagger }e^{i\omega t}.}
兩者的對易關係為
{\displaystyle [{\hat {a}},{\hat {a}}^{\dagger }]=1.}
單個諧振子的所有量子態都可以從真空態{\displaystyle |0\rangle }開始，通過創生算符{\displaystyle {\hat {a}}^{\dagger }}的重複作用，逐一產生：:20
{\displaystyle |n\rangle =({\hat {a}}^{\dagger })^{n}|0\rangle .}
同樣，上文的實純量場ϕ（對應於單個諧振子的x）提升為算符{\displaystyle {\hat {\phi }}}，而ap和ap*則提升為對應於p的消滅算符{\displaystyle {\hat {a}}_{\mathbf {p} }}和創生算符{\displaystyle {\hat {a}}_{\mathbf {p} }^{\dagger }}：
{\displaystyle {\hat {\phi }}(\mathbf {x} ,t)=\int {\frac {d^{3}p}{(2\pi )^{3}}}{\frac {1}{\sqrt {2\omega _{\mathbf {p} }}}}\left({\hat {a}}_{\mathbf {p} }e^{-i\omega _{\mathbf {p} }t+i\mathbf {p} \cdot \mathbf {x} }+{\hat {a}}_{\mathbf {p} }^{\dagger }e^{i\omega _{\mathbf {p} }t-i\mathbf {p} \cdot \mathbf {x} }\right).}
創生和消滅算符的對易關係為：:21
{\displaystyle [{\hat {a}}_{\mathbf {p} },{\hat {a}}_{\mathbf {q} }^{\dagger }]=(2\pi )^{3}\delta (\mathbf {p} -\mathbf {q} ),\quad [{\hat {a}}_{\mathbf {p} },{\hat {a}}_{\mathbf {q} }]=[{\hat {a}}_{\mathbf {p} }^{\dagger },{\hat {a}}_{\mathbf {q} }^{\dagger }]=0,}
其中δ是狄拉克δ函數。場的所有量子態都可以從真空態{\displaystyle |0\rangle }開始，通過各個創生算符{\displaystyle {\hat {a}}_{\mathbf {p} }^{\dagger }}的重複作用，逐一產生，如：:22
{\displaystyle ({\hat {a}}_{\mathbf {p} _{3}}^{\dagger })^{3}{\hat {a}}_{\mathbf {p} _{2}}^{\dagger }({\hat {a}}_{\mathbf {p} _{1}}^{\dagger })^{2}|0\rangle .}
雖然寫在拉格朗日量中的場在空間上具有連續性，但在量子化之後，態空間卻是離散的。單個諧振子的態空間包含一個粒子的所有離散能級，而與之不同的是，量子場的態空間包含任意粒子數目的所有離散能級。這樣的態空間稱為福克空間，它能夠描述相對論性量子系統中粒子數目不固定的現象。從單粒子提升為任意粒子數的量子化過程，有時也稱為第二量子化。:19
以上將場量子化的過程直接應用了非相對論性量子力學的表述，可以用於對純量場、狄拉克場:52、矢量場（如電磁場）甚至是弦進行量子化。不過，只有在不含相互作用的最簡單理論（所謂的「自由理論」）中，創生和消滅算符才有良好的定義。在實純量場的例子中，這些算符的存在純粹是因為其經典運動方程的解可以分解成簡正模之和。要對具有相互作用的理論進行任何計算，必須在自由理論的基礎上應用微擾理論。
在自然界中，量子場的拉格朗日量都含有相互作用項。例如，可以在實純量場的拉格朗日量密度上另加一個四次方項：:77
{\displaystyle {\mathcal {L}}={\frac {1}{2}}(\partial _{\mu }\phi )(\partial ^{\mu }\phi )-{\frac {1}{2}}m^{2}\phi ^{2}-{\frac {\lambda }{4!}}\phi ^{4},}
其中μ是時空標號：{\displaystyle \partial _{0}=\partial /\partial t,\ \partial _{1}=\partial /\partial x^{1}}等等；此處根據愛因斯坦標記法省去了對標號μ求和的記號。如果參數λ足夠小，四次方相互作用項就可算作微擾。

### 路徑積分
與正則量子化表述不同的是，路徑積分表述的重點並不在建立算符和態空間上，而是在於直接計算某過程的振幅。費曼路徑積分的大意是，要計算一個系統從某初始態{\displaystyle |\phi _{I}\rangle }（時間t = 0）演變到某終結態{\displaystyle |\phi _{F}\rangle }（t = T）的振幅，先把總時間T分成N個很小的時段，然後考慮它在每個時段內的演變振幅，最後對每個時段所對應的中間態求積分。將哈密爾頓量（即時間演化算符）記作H，則:10
{\displaystyle \langle \phi _{F}|e^{-iHT}|\phi _{I}\rangle =\int d\phi _{1}\int d\phi _{2}\cdots \int d\phi _{N-1}\,\langle \phi _{F}|e^{-iHT/N}|\phi _{N-1}\rangle \cdots \langle \phi _{2}|e^{-iHT/N}|\phi _{1}\rangle \langle \phi _{1}|e^{-iHT/N}|\phi _{I}\rangle .}
在取N → ∞極限後，以上無限個積分之積就成為了路徑積分，記作：:282:12
{\displaystyle \langle \phi _{F}|e^{-iHT}|\phi _{I}\rangle =\int {\mathcal {D}}\phi (t)\,\exp \left\{i\int _{0}^{T}dt\,L\right\},}
其中L是包含ϕ及其時間和空間導數的拉格朗日量，與哈密爾頓量H之間有勒壤得轉換的關係，而路徑積分的初始和終結條件分別為
{\displaystyle \phi (0)=\phi _{I},\quad \phi (T)=\phi _{F}.}
換句話說，從開始至終結的振幅，是此二態之間所有路徑的振幅之和，而每條路徑的振幅由被積分的指數給出。

### 兩點相關函數
現在假設理論中包含相互作用，且拉格朗日量中的相互作用項是一個微擾。
在實際計算中，往往會遇到這樣的表達式：
{\displaystyle \langle \Omega |T\{\phi (x)\phi (y)\}|\Omega \rangle ,}
其中x和y是位置四維矢量，T是時間排序算符（即根據x和y的時間分量順序，把ϕ(x)和ϕ(y)從最遲至最早，從左至右排列），{\displaystyle |\Omega \rangle }則是在相互作用下的基態（真空態），一般來說不同於自由理論下的基態{\displaystyle |0\rangle }。上式所表達的是場從y至x傳播的機率幅，稱為兩點相關函數，又稱兩點格林函數。:82
在正則量子化表述下，兩點相關函數可以寫作：:87
{\displaystyle \langle \Omega |T\{\phi (x)\phi (y)\}|\Omega \rangle =\lim _{T\to \infty (1-i\epsilon )}{\frac {\langle 0|T\left\{\phi _{I}(x)\phi _{I}(y)\exp \left[-i\int _{-T}^{T}dt\,H_{I}(t)\right]\right\}|0\rangle }{\langle 0|T\left\{\exp \left[-i\int _{-T}^{T}dt\,H_{I}(t)\right]\right\}|0\rangle }},}
此處的ε是一個無窮小量，ϕI是前文自由理論下的場算符，HI是哈密爾頓量中的相互作用項。對於ϕ4理論，有:84
{\displaystyle H_{I}(t)=\int d^{3}x\,{\frac {\lambda }{4!}}\phi _{I}(x)^{4}.}
由於λ是一個小參數，所以指數函數exp還可以展開為λ的級數，逐階計算。這條方程式的用途在於，可以用右邊有良好定義的自由場算符和基態，代替左邊難以定義的場算符和基態做計算。
在路徑積分表述下，兩點相關函數可以寫作：:284
{\displaystyle \langle \Omega |T\{\phi (x)\phi (y)\}|\Omega \rangle =\lim _{T\to \infty (1-i\epsilon )}{\frac {\int {\mathcal {D}}\phi \,\phi (x)\phi (y)\exp \left[i\int _{-T}^{T}d^{4}z\,{\mathcal {L}}\right]}{\int {\mathcal {D}}\phi \,\exp \left[i\int _{-T}^{T}d^{4}z\,{\mathcal {L}}\right]}},}
其中{\displaystyle {\mathcal {L}}}是拉格朗日量密度。和前一段一樣，指數函數中對應於相互作用項的因子也可以展開為λ的級數。
根據威克定理，任何自由理論下的n點相關函數都可以寫成兩點相關函數之積之和。例如，
{\displaystyle {\begin{aligned}\langle 0|T\{\phi (x_{1})\phi (x_{2})\phi (x_{3})\phi (x_{4})\}|0\rangle =&\langle 0|T\{\phi (x_{1})\phi (x_{2})\}|0\rangle \langle 0|T\{\phi (x_{3})\phi (x_{4})\}|0\rangle \\&+\langle 0|T\{\phi (x_{1})\phi (x_{3})\}|0\rangle \langle 0|T\{\phi (x_{2})\phi (x_{4})\}|0\rangle \\&+\langle 0|T\{\phi (x_{1})\phi (x_{4})\}|0\rangle \langle 0|T\{\phi (x_{2})\phi (x_{3})\}|0\rangle .\end{aligned}}}
由於相互作用理論下的相關函數可以用自由理論下的相關函數來表達，因此只須計算自由理論下的兩點相關函數{\displaystyle \langle 0|T\{\phi (x)\phi (y)\}|0\rangle }，就足以計算（微擾）相互作用理論下的所有物理量。:90
通過正則量子化或路徑積分表述，都可以得出：
{\displaystyle D_{F}(x-y)\equiv \langle 0|T\{\phi (x)\phi (y)\}|0\rangle =\int {\frac {d^{4}p}{(2\pi )^{4}}}{\frac {i}{p_{\mu }p^{\mu }-m^{2}+i\epsilon }}e^{-ip_{\mu }(x^{\mu }-y^{\mu })}.}
這就是實純量場的費曼傳播子。:31,288:23

### 費曼圖
相互作用理論下的相關函數可以表達為一個微擾級數，級數中每項都是一些自由理論下的費曼傳播子之積，而且可以非常形象地用費曼圖來表達。例如，ϕ4理論兩點相關函數的級數展開的λ1階為
{\displaystyle {\frac {-i\lambda }{4!}}\langle 0|T\{\phi (x)\phi (y)\int d^{4}z\,\phi (z)\phi (z)\phi (z)\phi (z)\}|0\rangle ,}
經維克定理展開後含這一重複12次的項：
{\displaystyle 12\cdot {\frac {-i\lambda }{4!}}\int d^{4}z\,D_{F}(x-z)D_{F}(y-z)D_{F}(z-z),}
相對應的費曼圖為
圖中每個點對應於一個ϕ場因子，位於外端（標為x和y）的稱為「外點」，位於內部的稱為「內點」（此處只有一個）。要得回這一項的數值，須遵循一套適用於此理論的「費曼規則」：每個內點對應於{\displaystyle -i\lambda \int d^{4}z}，每條線對應於費曼傳播子{\displaystyle D_{F}(x-y)}（x和y是線兩端點的位置標籤），把這些因子全部相乘後，再除以「對稱因子」。（此費曼圖的對稱因子為2，但此處不作詳細解釋。）:91-94
要計算任何n點相關函數，可以以內點的數目為階，列出每一階符合條件的所有費曼圖，再用費曼規則得出每一項的數值。確切地說，
{\displaystyle \langle \Omega |T\{\phi (x_{1})\cdots \phi (x_{n})\}|\Omega \rangle }
等於所有含n個外點的連通費曼圖（相應的數值）之和。（所謂的連通費曼圖，指的是不允許有內點不與任何外點經線連通的情況。與外點完全斷開的部分，有時亦稱「真空泡沫」。）在此處考慮的ϕ4相互作用理論中，每個內點必須接上四條腿。:98
在現實應用中，某個相互作用過程的散射振幅或某種粒子的衰變率都能夠從S矩陣算出，而S矩陣本身可以用上述的費曼圖方法計算。:102-115
不含迴圈的費曼圖稱為「樹圖」，它所描述的是最低階的相互作用過程；含有迴圈的則稱為「圈圖」，它描述在樹階以上的更高階項（這些項稱為輻射修正）。:44兩端為內點的線，可以想象成一個虛粒子的傳播。:31

### 重整化
樹圖的計算可以直接應用上文所述的費曼規則，但如果單純地計算圈圖（如上文例子），就會遇到動量積分發散的問題。這似乎意味著，相互作用振幅微擾展開後，絕大部分的項都是無限大的。要去除這些無限大值，必須用到重整化程序。
拉格朗日量中所出現的質量m和耦合常數λ等參數，並不能視為有物理意義的量：m、λ和場強度ϕ都不能通過實驗測量，此處分別稱為裸質量、裸耦合常數和裸場。現實中的質量和耦合常數可以通過測量某個相互作用過程所得，一般與它們的裸值不同。在計算這些相互作用時，如果遇到發散的動量積分，可以先把積分域限制在某個動量值Λ以下，當得出有物理意義的量後，再取Λ → ∞極限。在中間步驟採用動量截值使得積分不發散的做法，是正規化的一種，而Λ則稱為正規子。
以上程序稱為裸微擾理論，因為它的計算用到的都是裸質量、裸耦合常數等等；另一重整化程序從一開始就用具有物理意義的質量、耦合常數等做計算，稱為重整化微擾理論。以ϕ4理論為例，先對場強度做重新定義：
{\displaystyle \phi =Z^{1/2}\phi _{r},}
其中ϕ是裸場，ϕr是已重整化場，Z則是一個尚未判定的常數。拉格朗日量密度變為：
{\displaystyle {\mathcal {L}}={\frac {1}{2}}(\partial _{\mu }\phi _{r})(\partial ^{\mu }\phi _{r})-{\frac {1}{2}}m_{r}^{2}\phi _{r}^{2}-{\frac {\lambda _{r}}{4!}}\phi _{r}^{4}+{\frac {1}{2}}\delta _{Z}(\partial _{\mu }\phi _{r})(\partial ^{\mu }\phi _{r})-{\frac {1}{2}}\delta _{m}\phi _{r}^{2}-{\frac {\delta _{\lambda }}{4!}}\phi _{r}^{4},}
其中mr和λr分別是能夠被測量的已重整化質量和耦合常數，且
{\displaystyle \delta _{Z}=Z-1,\quad \delta _{m}=m^{2}Z-m_{r}^{2},\quad \delta _{\lambda }=\lambda Z^{2}-\lambda _{r},}
均為尚未判定的常數。前三項為以已重整化量寫出的ϕ4拉格朗日量密度，後三項則是所謂的抵消項。拉格朗日量多了幾項，所以費曼圖也要相應加入額外的組成元素，各有對應的費曼規則。此方法的大意是，先選擇一種正規化程序（如上文的截值正規化或維度正規化），把正規子記作Λ，計算費曼圖。圖的發散項會包含Λ。最後，對δZ、δm和δλ做定義，使得在取Λ → ∞極限時，抵消項費曼圖的值會與普通費曼圖中的發散項完全抵消，得出有限、有意義的值。:323-326
重整化程序只有在可重整化理論下才會得出有限的數值，但在不可重整化理論下卻無法去除所有的發散項。可重整化的理論包括基本粒子標準模型:719-727，不可重整化的理論包括量子引力:798:421。

#### 重整化群
重整化群是用於理解重整化過程的數學工具，由肯尼斯·威爾森所創。一個量子場論的所有參數（拉格朗日量中每一項的係數）的值與在甚麼尺度下測量它是密切相關的。:393每個參數如何隨尺度變化，是由相應的β函數所描述；:417用於做物理預測的相關函數如何隨尺度變化，則是由卡倫-西曼吉克方程所描述。:410-411
以量子電動力學為例，耦合常數（即基本電荷）隨尺度的變化由以下β函數描述：
{\displaystyle \beta (e)\equiv {\frac {1}{\Lambda }}{\frac {de}{d\Lambda }}={\frac {e^{3}}{12\pi ^{2}}}+O(e^{5}),}
其中Λ是測量e時所在的質量尺度（或能量尺度）。這條微分方程意味著，隨著質量尺度的上升，所測量出的基本電荷值也會上升。
SU(3)量子色動力學耦合常數的β函數為：
{\displaystyle \beta (g)\equiv {\frac {1}{\Lambda }}{\frac {dg}{d\Lambda }}={\frac {g^{3}}{16\pi ^{2}}}\left(-11+{\frac {2}{3}}N_{f}\right)+O(g^{5}),}
其中Nf是夸克味數。只要Nf ≤ 16（標準模型有Nf = 6），耦合常數g就會隨質量尺度的上升而降低。因此，雖然量子色動力學所描述的強相互作用在低能量下極強，使得微擾理論不可適用，但它在高能量下會變得極弱，這種現象稱為漸進自由。:531
有一類特殊的量子場論具有共形對稱性，稱為共形場論。這樣的理論不對尺度的變化敏感，因此它所有耦合常數的β函數都為零。（然而，所有β函數為零並不代表理論一定具有共形對稱性。）例子有：弦理論、N = 4超對稱楊-米爾斯理論等等。
從威爾森的觀點來看，每一個理論從根本上都伴隨著它的截断能标Λ，也就是該理論在Λ以上截断能标不再適用，計算中也要忽略所有Λ以上的自由度。例如，凝聚態系統的截断能标是原子間距的倒數，而粒子物理學系統的截断能标可能和時空最深處由引力量子波動所產生的顆粒性有關。只要此截值足夠大，該理論在低能量下的有效場論就必定是可重整化的。:402-403可重整化與不可重整化理論之間的分別在於，前者對高能量尺度的細節並不敏感，而後者則取決於這些細節。:2從此，不可重整化理論不再是不可馴服的怪物，而應視為某個更基礎的理論的低能量有效場論；計算結果中無法去除的截值Λ，純粹暗示著在Λ以上尺度的物理現象須要用新的理論來描述。:156

### 其他理論
以上對量子場論方法的簡述只討論了實純量場的自由理論和ϕ4理論。類似的表述和程序也可以應用於其他類型的場，如複純量場、矢量場、狄拉克場等等，以及各種相互作用項，如電磁相互作用、湯川相互作用等等。
例如，量子電動力學含有一個代表電子場的狄拉克場ψ，以及一個代表電磁場（光子場）的矢量場Aμ。（雖然在量子場論中稱之為電磁「場」，但Aμ實際上對應於經典電磁學中的電磁四維矢量勢。）整個理論的拉格朗日量密度為：
{\displaystyle {\mathcal {L}}={\bar {\psi }}(i\gamma ^{\mu }\partial _{\mu }-m)\psi -{\frac {1}{4}}F_{\mu \nu }F^{\mu \nu }-e{\bar {\psi }}\gamma ^{\mu }\psi A_{\mu },}
其中γμ是狄拉克矩陣，{\displaystyle {\bar {\psi }}=\psi ^{\dagger }\gamma ^{0}}，{\displaystyle F_{\mu \nu }=\partial _{\mu }A_{\nu }-\partial _{\nu }A_{\mu }}。此處的參數分別是電子的（裸）質量m和（裸）基本電荷e。拉格朗日量密度的首兩項分別對應於狄拉克場和矢量場的自由理論，最後一項則描述電子場和光子場之間的相互作用。:78
上圖為量子電動力學中的樹階費曼圖之一。它描述電子和正子互相殲滅，產生離殼光子，再衰變為新的電子正子對。時間從左至右前進，箭頭順著時間的直線代表正子，箭頭與時間方向相反的直線代表電子，波浪線代表光子。量子電動力學費曼圖中的每一個內點都必須連上一條指入和一條指出的費米子線（正子或電子），以及一條光子線。

#### 規範對稱性
如果在每一個時空點x上做如下變換（又稱局域變換），則量子電動力學的拉格朗日量會保持不變：
{\displaystyle \psi (x)\to e^{i\alpha (x)}\psi (x),\quad A_{\mu }(x)\to A_{\mu }(x)+ie^{-1}e^{-i\alpha (x)}\partial _{\mu }e^{i\alpha (x)},}
其中α(x)是任何在時空上變化的函數。如果某個理論的拉格朗日量（應該更廣義地說作用量）在某種局域變換下不變，該變換就可以稱作此理論的規範對稱。:482-483以上的變換在每一個時空點上組成一個群：以{\displaystyle e^{i\alpha (x)}}和{\displaystyle e^{i\alpha '(x)}}相繼進行變換，整體來說相當於直接進行單個變換{\displaystyle e^{i[\alpha (x)+\alpha '(x)]}}；而且，對於任意α(x)，{\displaystyle e^{-i\alpha (x)}}是一個能夠復回{\displaystyle e^{i\alpha (x)}}的作用的變換，可視為{\displaystyle e^{i\alpha (x)}}的反元素。在每個空間點x上，{\displaystyle e^{i\alpha (x)}}都是U(1)群的元素，因此可以說量子電動力學具有U(1)規範對稱性，:496其中光子場Aμ可稱為U(1)規範玻色子。
U(1)屬於阿貝爾群，即任意兩個元素的作用先後次序並不重要。除此之外，還有建立在非阿貝爾群上的非阿貝爾規範場論（其中楊-米爾斯理論是最簡單的一種）。:489以具有SU(3)群規范對稱性的量子色動力學為例，任意兩個SU(3)變換的作用次序不能隨意調換，因此該理論的建構會比上述的量子電動力學更複雜。理論包含三個代表夸克場的狄拉克場ψi, i = 1,2,3，以及八個代表膠子場的矢量場Aa,μ, a = 1,…,8（膠子場是SU(3)規範玻色子）。:547夸克場和膠子場可分別視為量子電動力學中電子場和光子場的推廣。量子色動力學的拉格朗日量密度為：:490-491
{\displaystyle {\mathcal {L}}=i{\bar {\psi }}^{i}\gamma ^{\mu }(D_{\mu })^{ij}\psi ^{j}-{\frac {1}{4}}F_{\mu \nu }^{a}F^{a,\mu \nu }-m{\bar {\psi }}^{i}\psi ^{i},}
其中Dμ是普通偏導數∂μ的推廣，稱為規範協變導數：
{\displaystyle D_{\mu }=\partial _{\mu }-igA_{\mu }^{a}t^{a},}
g為耦合常數，ta為SU(3)基本表示下的八個生成元（3×3矩陣），
{\displaystyle F_{\mu \nu }^{a}=\partial _{\mu }A_{\nu }^{a}-\partial _{\nu }A_{\mu }^{a}+gf^{abc}A_{\mu }^{b}A_{\nu }^{c},}
fabc為SU(3)的結構常數（8×8×8個數字），此處要依照愛因斯坦標記法對所有重複的標號i,j,a等等求和。對於任意時空函數α(x)，此拉格朗日量在以下局域變換下保持不變：
{\displaystyle \psi ^{i}(x)\to U^{ij}(x)\psi ^{j}(x),\quad A_{\mu }^{a}(x)t^{a}\to U(x)\left[A_{\mu }^{a}(x)t^{a}+ig^{-1}\partial _{\mu }\right]U^{\dagger }(x),}
其中U(x)在任何時空點x上都是SU(3)群的元素（3×3矩陣）：
{\displaystyle U(x)=e^{i\alpha (x)^{a}t^{a}}.}
以上所討論的只是在拉格朗日量層面上的對稱性，可以說是經典對稱性；但在量子化之後，某些理論可能會喪失它的經典對稱性，這種現象稱為量子反常。比如，在路徑積分表述中，儘管拉格朗日量密度{\displaystyle {\mathcal {L}}[\phi ,\partial _{\mu }\phi ]}在場的某種規範變換下不變，但路徑積分的測度{\displaystyle \int {\mathcal {D}}\phi }卻有可能改變，從而導致整個路徑積分乃至物理預測都會在變換下改變。:243描述現實的理論不能含有任何規範對稱性上的反常，否則它就是不一致的。基本粒子標準模型屬於規範場論，其規範群為SU(3) × SU(2) × U(1)，理論中所有可能出現的反常都恰好完全抵消。:705-707
等效原理是廣義相對論的理論基礎，它也可以視為一種規範對稱性，所以廣義相對論是基於勞侖茲群的規範場論。
根據諾特定理，每一個連續對稱性（即對稱變換中的參數是連續而不是離散的），都有一個相對應的守恆定律。:17-18:73例如，量子電動力學的U(1)對稱性意味著電荷守恆。
規範轉換並不是把一個量子態轉換為另一個量子態，而是把對於同一個態的兩種等價的數學描述聯繫起來。例如，光子場Aμ是一個四維矢量，似乎含有四個自由度，但實際上光子只有對應於偏振的兩個自由度。其餘的兩個自由度，可以說是「多餘」的：許多表面上不同的Aμ可以通過規範轉換互相聯繫，因此實際上描述光子場的同一個態。規範對稱性從嚴格上來說並不是一種「真實」的對稱性，它只是反映了我們所選擇的數學表達方式的「多餘性」。:168
要在費曼路徑積分表述中去除這種多餘性，須進行所謂的法捷耶夫-波波夫規範固定程序。在非阿貝爾規範場論中，該程序會產生一種新的場──鬼場。鬼場所對應的粒子稱為鬼粒子，它並不能夠經實驗測量得到。鬼場在拉格朗日量中有自己的項，起到固定到某個特定規範的作用。:512-515法捷耶夫-波波夫程序的推廣，是相對嚴謹的BRST量子化表述。:517

#### 自發對稱破缺
自發對稱破缺是一種既保持原有拉格朗日量對稱性，又能使得最終描述的系統破壞此對稱性的機制。:347
以經典線性σ模型為例，設想有N個實純量場，由以下拉格朗日量密度描述：
{\displaystyle {\mathcal {L}}={\frac {1}{2}}(\partial _{\mu }\phi ^{i})(\partial ^{\mu }\phi ^{i})+{\frac {1}{2}}\mu ^{2}\phi ^{i}\phi ^{i}-{\frac {\lambda }{4}}(\phi ^{i}\phi ^{i})^{2},}
其中μ和λ都是實參數。此理論具有O(N)全局對稱（即在每個時空點上做相同的O(N)變換）：
{\displaystyle \phi ^{i}\to R^{ij}\phi ^{j},\quad R\in \mathrm {O} (N).}
經典理論的最低能量態（基態、真空態）是任何符合
{\displaystyle \phi _{0}^{i}\phi _{0}^{i}={\frac {\mu ^{2}}{\lambda }}}
的均勻場ϕ0。可以選擇坐標，使得基態指向第N方向：
{\displaystyle \phi _{0}^{i}=\left(0,\cdots ,0,{\frac {\mu }{\sqrt {\lambda }}}\right).}
原先的N個場可以重新寫作
{\displaystyle \phi ^{i}(x)=\left(\pi ^{1}(x),\cdots ,\pi ^{N-1}(x),{\frac {\mu }{\sqrt {\lambda }}}+\sigma (x)\right).}
原來的拉格朗日量密度，以新的場寫出：
{\displaystyle {\mathcal {L}}={\frac {1}{2}}(\partial _{\mu }\pi ^{k})(\partial ^{\mu }\pi ^{k})+{\frac {1}{2}}(\partial _{\mu }\sigma )(\partial ^{\mu }\sigma )-{\frac {1}{2}}(2\mu ^{2})\sigma ^{2}-{\sqrt {\lambda }}\mu \sigma ^{3}-{\sqrt {\lambda }}\mu \pi ^{k}\pi ^{k}\sigma -{\frac {\lambda }{2}}\pi ^{k}\pi ^{k}\sigma ^{2}-{\frac {\lambda }{4}}(\pi ^{k}\pi ^{k})^{2},}
其中k = 1,…,N-1。從表面上看，拉格朗日量不再具有O(N)全局對稱，而只是剩下子群O(N-1)全局對稱，所以自發對稱破缺前的更大對稱性，也被稱為「隱藏的對稱性」。:349-350
根據戈德斯通定理，在自發對稱破缺機制下，每一個被破壞的連續全局對稱性都對應於一個無質量場，這些場稱為南部-戈德斯通玻色子。在以上的例子中，O(N)有N(N-1)/2個連續對稱性，而O(N-1)則有(N-1)(N-2)/2個，兩者之差為N-1，正好對應於N-1個無質量場πk。:351
另一方面，連續規範對稱性（即局域對稱性）被破壞後所生成的戈德斯通玻色子會被相應的規範玻色子「吃掉」，成為後者的一個額外自由度。根據戈德斯通玻色子等效定理，在高能下，吸收或發出一個縱向極化的有質量規範玻色子的振幅，與吸收或發出一個被此規範玻色子吃掉的戈德斯通玻色子的振幅相同。:743-744
在描述鐵磁性系統的量子場論中，自發對稱破缺可以解釋低溫下磁偶極子方向對齊的現象；:199在基本粒子標準模型中，希格斯機制利用自發對稱破缺，使得原先因規範對稱性而不允許有質量的規範玻色子（W和Z玻色子）獲得質量。:690

#### 超對稱
現實中所觀測到的一切對稱性，包括全局對稱和局域對稱性，都把玻色子和玻色子聯繫起來，並把費米子和費米子聯繫起來，而沒有玻色子和費米子之間的聯繫。理論學家猜想可能存在一種把玻色子和費米子聯繫起來的對稱性，稱為超對稱。:795:443
標準模型具有全局龐加萊對稱性，生成子有：平移生成子Pμ和勞侖茲變換生成子Jμν。:58-60(3+1)維超對稱在此對稱群的基礎上，再加上遵守外爾費米子轉換法則的超對稱生成子Qα。:795:444由以上所有生成子所生成的對稱群稱為超龐加萊群。廣義地說，超對稱生成子可以不止一個：QαI, I = 1,…,N，這樣的對稱性稱為N = 1超對稱、N = 2超對稱，如此類推。:795:450其他維度時空上也可以定義超對稱，特別是具有(1+1)維超對稱性的超弦理論。
如果一個理論具有超對稱性，那麼其拉格朗日量就必須在超對稱群的轉換作用下不變，:448例子有：最小超對稱標準模型、N = 4超對稱楊-米爾斯理論:450、超弦理論等等。在這樣的理論中，每一個費米子都有一個對應的玻色子超對稱粒子，反之亦然。:444
如果把超對稱性提升為局域對稱性，所形成的規範場論是廣義相對論的推廣──超引力理論。
如果超對稱性在自然界中真實存在，將解決物理學上的若干難題。把希格斯場和它的超對稱場超希格斯場互相聯繫，可能可以解決標準模型中的級列問題：為甚麼希格斯玻色子的質量不會因為輻射修正而上升到更高的尺度，如大統一理論尺度或普朗克尺度。原理是，在費曼圖中產生輻射修正項的希格斯玻色子迴圈，會被相應的超希格斯費米子迴圈所抵消。其他有可能經超對稱性解決的問題還有規範耦合常數的高能大統一問題，以及暗物質的本質。:796-797
然而，實驗物理學家並沒有觀測到任何超對稱粒子的存在。如果超對稱性真的存在，它必定是一個破缺的對稱性，而且破缺所發生的能量尺度一定比現今實驗探索的尺度更高。:797:443

#### 其他時空
前文討論的ϕ4理論、量子電動力學、量子色動力學乃至整個標準模型，都假設量子場所在的時空是3+1維閔考斯基時空（3個空間維度及1個時間維度）。然而，量子場論本身並不限制時空的維數或幾何。
在凝聚態物理學中，有2+1維電子氣體。在高能物理學中，有屬於1+1維量子場論的弦理論:452，還有利用額外維度中的引力產生低維度規範場論的卡魯扎-克萊因理論:428-429等等。
在閔考斯基時空中，拉格朗日量的所有標號升降都利用平坦度規張量ημν，例如：
{\displaystyle A_{\mu }A^{\mu }=\eta _{\mu \nu }A^{\mu }A^{\nu },\quad \partial _{\mu }\phi \partial ^{\mu }\phi =\eta ^{\mu \nu }\partial _{\mu }\phi \partial _{\nu }\phi ,}
其中ημν是ημν的逆：ημρηρν = δμν。如果量子場所在的時空不是平坦的（見彎曲時空中的量子場論），就應使用更廣義的度規張量gμν（例如描述黑洞的史瓦西度規）：
{\displaystyle A_{\mu }A^{\mu }=g_{\mu \nu }A^{\mu }A^{\nu },\quad \partial _{\mu }\phi \partial ^{\mu }\phi =g^{\mu \nu }\partial _{\mu }\phi \partial _{\nu }\phi .}
此處gμν是gμν的逆。以實純量場為例，最廣義的拉格朗日量在彎曲時空下變為
{\displaystyle {\mathcal {L}}={\sqrt {|g|}}\left({\frac {1}{2}}g^{\mu \nu }\nabla _{\mu }\phi \nabla _{\nu }\phi -{\frac {1}{2}}m^{2}\phi ^{2}\right),}
其中g = det(gμν)，∇μ是協變導數。
由此可見，根據固定背景時空幾何的不同，拉格朗日量也會隨之改變，理論的種種計算和預測也會不同。

#### 拓撲量子場論
一般來說，對於不同的時空度規gμν，量子場論的相關函數乃至物理預測也會不同。有一類量子場論的所有相關函數都不隨時空度規的值改變，此類理論稱為拓撲量子場論。:36一般的彎曲時空量子場論會隨時空的幾何改變而改變，而拓撲量子場論則在一切微分同胚對時空的作用下不變，但對時空的拓撲敏感。這意味著，拓撲量子場論的所有計算結果，都是其底下時空的拓撲不變量。陳-西蒙斯理論就是拓撲量子場論的一例，可用於構建各種量子重力模型。拓撲量子場論可以應用在分數量子霍爾效應和拓撲量子計算機上。:1-5。

### 微擾與非微擾方法
通過量子場論的微擾方法，可以用一個以參與相互作用的粒子總數所展開的級數，一階一階地近似相互作用項的整個效應。展開中的每一項都可以理解為粒子間通過其他虛粒子傳遞相互作用的一種可能途徑，可以用非常形象的費曼圖來表達。兩個電子間的電磁力在量子電動力學中（在第一階微擾）是以光子的傳遞來表達的。同樣，W和Z玻色子傳遞弱相互作用，膠子傳遞強相互作用。這種把相互作用的中間態視為各種粒子交換過程的總和的看法，只有在微擾理論的框架下才有意義；非微擾方法則把相互作用項視為一個整體來對待，不進行級數展開，因此也沒有虛粒子傳遞相互作用一說。取而代之描述相互作用的，是特·胡夫特-泊里雅科夫單極子、疇壁、流量管、瞬子等概念。具有非微擾完全解的量子場論包括一類稱為極簡模型的共形場論和蒂林模型等等。

## 數學嚴格性
雖然量子場論在粒子物理學和凝聚態物理學上的應用成果豐盛，其理論預測和實驗之間的吻合程度極高，物理學家們也大膽地在量子場論框架下作出新的量化預測，但是量子場論本身卻仍然缺乏嚴格的數學基礎。比如，根據哈格定理，並不存在一個良好定義的量子場論交互作用繪景，意味著費曼圖方法的基石──微擾理論──在量子場論上的應用是並不嚴格的。
從1950年代開始，有理論物理學家和數學家嘗試把量子場論總結為一組公理，並從數學嚴格的角度證明相對論性量子力學模型的確切存在。這種研究稱為構造量子場論，屬於數學物理的範疇。:2其成果包括：CPT定理、自旋統計定理、戈德斯通定理等等。
拓撲量子場論和共形場論相比一般的量子場論來說，有更穩固的數學基礎：兩者都可以在對陪邊的表示框架中進行分類。
另一條公理化方法稱為代數量子場論，它以局域算符之間的代數關係為理論的根本結構。在這方面的公理系統有：懷特曼公理和哈格-卡斯特勒公理。:2-3構建符合懷特曼公理的理論之其中一種方法，是利用奧斯特瓦德-施拉德爾公理（Osterwalder–Schrader axioms）。這組公理給出能夠從虛數時間理論解析延拓至實數時間理論（威克轉動）的必要和充分條件。:10
一旦證實現實的物理模型符合以上的公理，在物理學和數學上將有重要意義。例如，楊-米爾斯存在性與質量間隙是千禧年大獎難題之一，其表述如下：
|  | 證明：對於任何緊單規範群，在{\displaystyle \mathbb {R} ^{4}}上存在非凡量子楊-米爾斯理論，且有質量間隙Δ > 0。存在證明須包括確立公理化屬性，公理須至少比Streater & Wightman (1964)、Osterwalder & Schrader (1973)及Osterwalder & Schrader (1975)所引用的強。 |

## 延伸閱讀
一般讀者
- Pais, A.  reprint. Oxford, New York, Toronto: Oxford University Press. 1994 [1986]. ISBN 978-0198519973.
- Schweber, S. S. . Princeton University Press. 1994  [2018-07-18]. ISBN 9780691033273. （原始内容存档于2019-07-11）.
- Feynman, R.P. . MIT Press. 2001 [1964]. ISBN 0-262-56003-8.
- Feynman, R.P. . Princeton University Press. 2006 [1985]. ISBN 0-691-12575-9.
- Gribbin, J. . Weidenfeld & Nicolson. 1998. ISBN 0-297-81752-3.

入門程度
- McMahon, D. . McGraw-Hill. 2008. ISBN 978-0-07-154382-8.
- Bogolyubov, N.; Shirkov, D. . Benjamin Cummings. 1982. ISBN 0-8053-0983-7.
- Frampton, P.H. . Frontiers in Physics 2nd. Wiley. 2000.
- Greiner, W; Müller, B. . Springer. 2000. ISBN 3-540-67672-4.
- Itzykson, C.; Zuber, J.-B. . McGraw-Hill. 1980. ISBN 0-07-032071-3.
- Kane, G.L. . Perseus Group. 1987. ISBN 0-201-11749-5.
- Kleinert, H.; Schulte-Frohlinde, Verena. . World Scientific. 2001  [2018-07-18]. ISBN 981-02-4658-7. （原始内容存档于2012-07-22）.
- Kleinert, H.  (PDF). World Scientific. 2008  [2018-07-18]. ISBN 978-981-279-170-2. （原始内容存档 (PDF)于2012-07-16）.
- Loudon, R. . Oxford University Press. 1983. ISBN 0-19-851155-8.
- Mandl, F.; Shaw, G. . John Wiley & Sons. 1993. ISBN 978-0-471-94186-6.
- Ryder, L.H. . Cambridge University Press. 1985. ISBN 0-521-33859-X.
- Schwartz, M.D. . Cambridge University Press. 2014  [2019-11-15]. ISBN 978-1107034730. （原始内容存档于2018-03-22）.
- Ynduráin, F.J.  1st. Springer. 1996. ISBN 978-3-540-60453-2.
- Greiner, W.; Reinhardt, J. . Springer. 1996. ISBN 3-540-59179-6.
- Peskin, M.; Schroeder, D. . Westview Press. 1995. ISBN 0-201-50397-2.
- Scharf, Günter.  third. Dover Publications. 2014 [1989]. ISBN 978-0486492735.
- Srednicki, M. . Cambridge University Press. 2007  [2018-07-18]. ISBN 978-0521-8644-97. （原始内容存档于2010-05-05）.
- Tong, David. . 2015  [2016-02-09]. （原始内容存档于2013-02-02）.
- Zee, Anthony.  2nd. Princeton University Press. 2010. ISBN 978-0691140346.

進階程度
- Brown, Lowell S. . Cambridge University Press. 1994. ISBN 978-0-521-46946-3.
- Bogoliubov, N.; Logunov, A.A.; Oksak, A.I.; Todorov, I.T. . Kluwer Academic Publishers. 1990. ISBN 978-0-7923-0540-8.
- Weinberg, S.  1. Cambridge University Press. 1995. ISBN 978-0521550017.

## 外部連結
- Hazewinkel, Michiel (编), , , Springer, 2001, ISBN 978-1-55608-010-4
- Stanford Encyclopedia of Philosophy: "Quantum Field Theory （页面存档备份，存于）", by Meinard Kuhlmann.
- Siegel, Warren, 2005. Fields. （页面存档备份，存于） arXiv:hep-th/9912205.
- Quantum Field Theory （页面存档备份，存于） by P. J. Mulders